# Centella triloba
Centella triloba là một loài thực vật có hoa trong họ Hoa tán. Loài này được (Thunb.) Drude mô tả khoa học đầu tiên năm 1897.